# Gillerturm
Der Gillerturm (auch Gillerbergturm und Aussichtsturm Gillerberg genannt) bei Lützel im nordrhein-westfälischen Kreis Siegen-Wittgenstein ist ein 15 m hoher, denkmalgeschützter Aussichtsturm auf dem Berg Giller im Rothaargebirge.

## Geographische Lage
Der Gillerturm befindet sich jeweils im Südteil von Rothaargebirge und Naturpark Sauerland-Rothaargebirge. Er steht in der Lichtung vom Gipfelbereich des 653,7 m ü. NHN hohen Gillers, der sich beim Dorf Lützel erhebt, einem südöstlichen Stadtteil von Hilchenbach. Er befindet sich 700 m (jeweils Luftlinie) nordwestlich des Ortskerns von Lützel, 1,8 km östlich von Grund und 2,5 km südöstlich von Vormwald. In der Umgebung befinden sich unter anderem die Ginsburg und die Ginsberger Heide mit dem Naturschutzgebiet Rothaarkamm und Wiesentäler.

## Geschichte

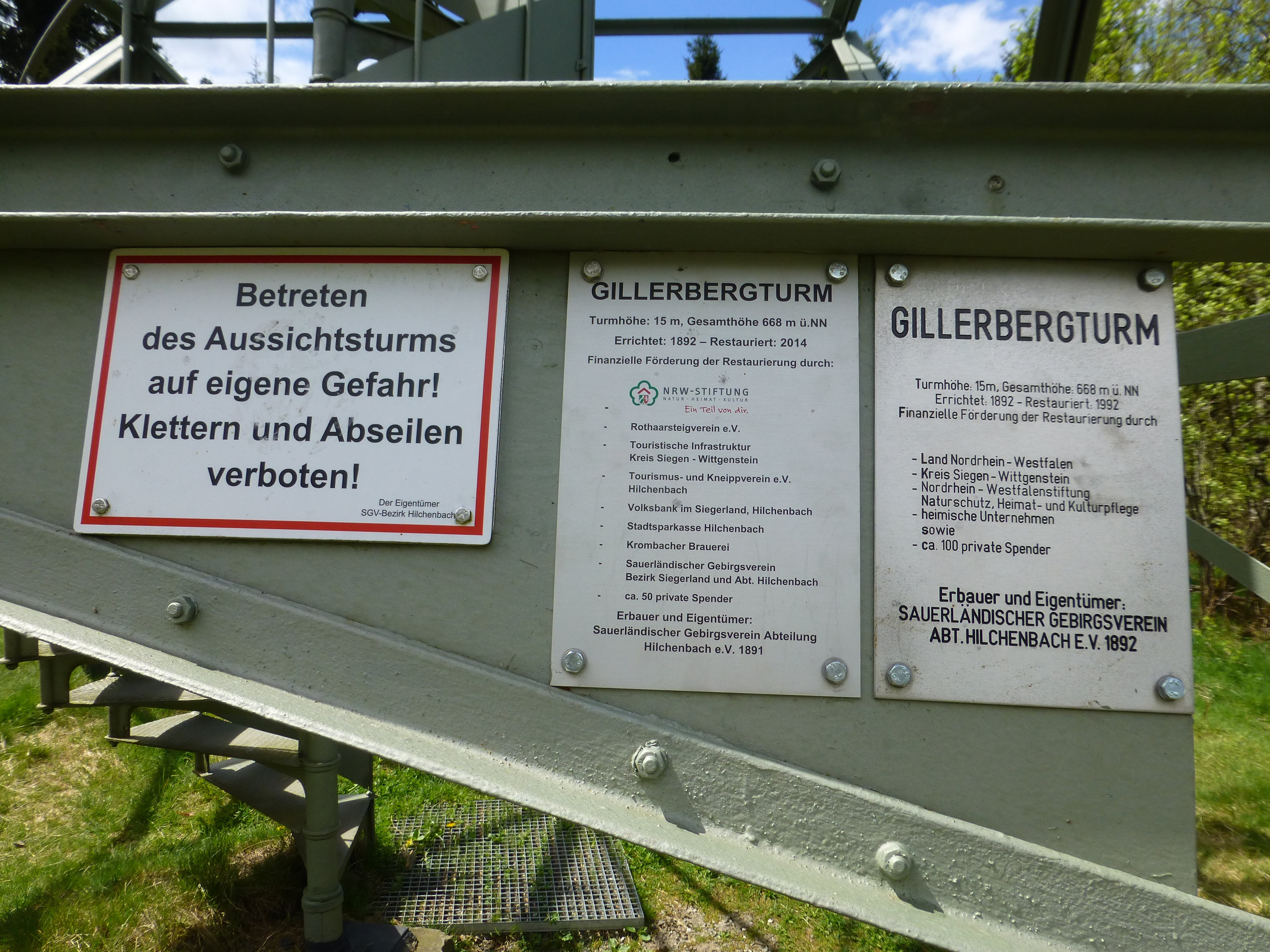
Informationstafeln am Stahlfachwerk nahe dem Fuß des Gillerturms

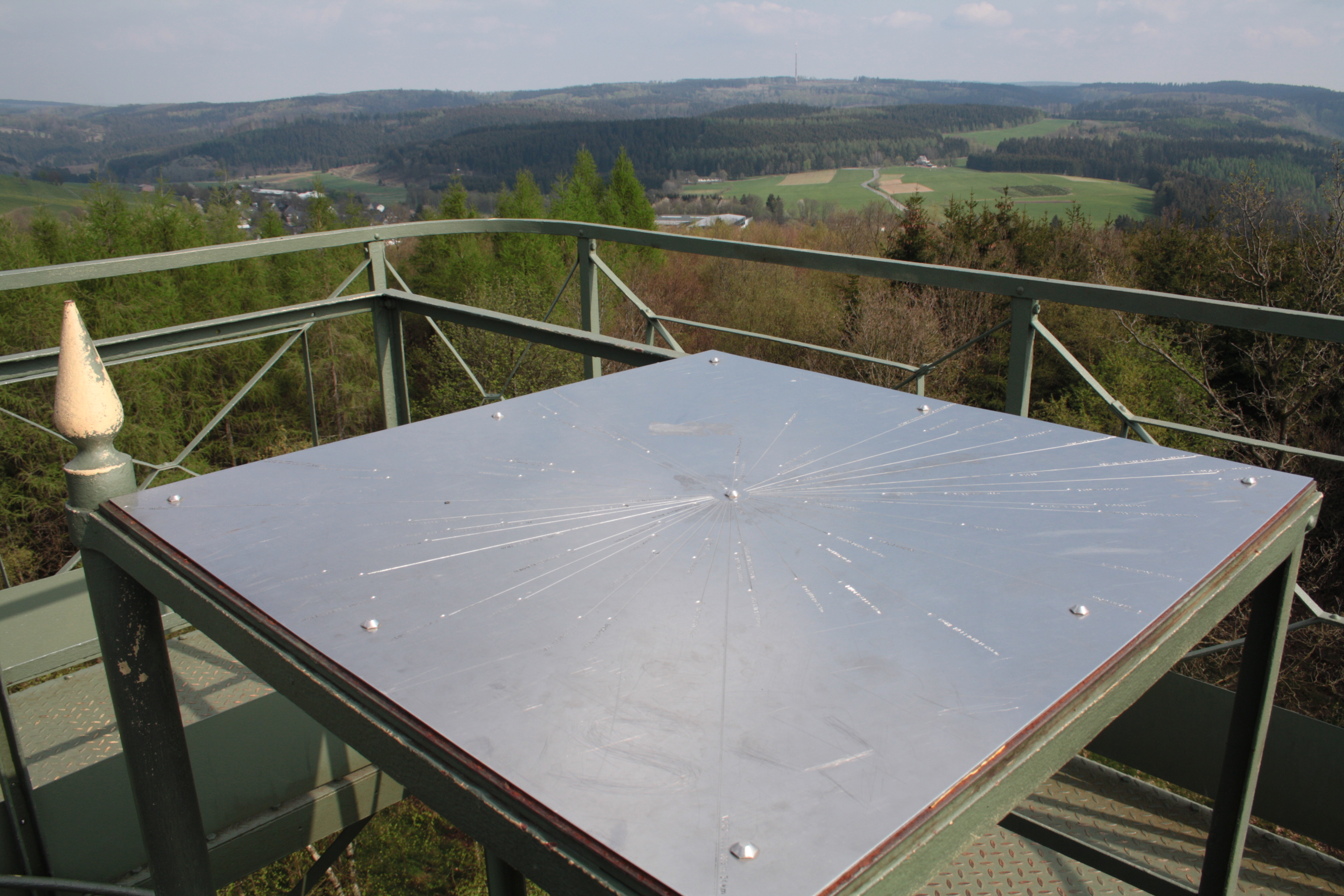
Gillerturm: Entfernungstafel mit Turm des Senders Ederkopf am Horizont

Der Gillerturm wurde im Jahr 1892 vom Sauerländischen Gebirgsverein Abteilung Hilchenbach 1891 e. V. in Stahlfachwerk-Bauweise errichtet. Gefertigt wurde der Turm von der Firma Heinrich Stähler aus Weidenau an der Sieg. Eine Metallwendeltreppe führt mit 36 Stufen zur Zwischenplattform auf halber Turmhöhe und mit weiteren 36 Stufen zur oberen Aussichtsplattform.
Der Gillerturm wurde 1992, 2003 bis 2004 und von Juni bis August 2014 saniert. Bei letzterer Sanierung wurde er unter anderem neu angestrichen und die Informationstafel mit den Entfernungsangaben auf Vordermann gebracht. Zudem wurden einige neue Geländer zur Sicherheit der Besucher montiert.

## Aussichtsmöglichkeit
Von der auf 668 m Höhe liegenden Aussichtsplattform des 15 m hohen Gillerturms kann man weite Teile des Sieger-, Sauer- und Wittgensteiner Lands übersehen. Bei besonders klarem Wetter reicht der Blick bis zum Großen Ölberg im Siebengebirge und Großen Feldberg im Taunus. Auf einer Entfernungstafel auf der Plattform sind einige nahe und ferne Sichtziele vermerkt.

## Verkehr und Wandern
Zu erreichen ist der Gillerturm direkt südlich von Lützel von der Bundesstraße 62 abbiegend und durch das Dorf auf der Gillerbergstraße etwas bergauf fahrend vom unmittelbar oberhalb der Ortschaft auf etwa 637 m Höhe gelegenen Parkplatz Giller nach rund 200 m Strecke mit leichtem Anstieg auf dem Rothaarsteig, der sich dort die Strecke mit dem Wanderweg A4 teilt. Am Turmfuß befindet sich ein Picknickplatz mit Bänken und Tischen.